# Бешкент (Лейлекский район)
Бешкент (кирг. Бешкент) — село в Лейлекском районе Баткенской области Кыргызстана. Административный центр Бешкентского аильного округа.
Расположено в юго-западной части Кыргызстана на расстоянии 21 км от районного центра г. Исфана.
Согласно переписи 2009 года, население Бешкента составляло 3610 человек.